# Kota Bharu
Kota Bharu (Jawi: كوت بهارو, ook wel Kota Bahru, Kota Baharu of Kota Baru), is een stad en gemeente (majlis perbandaran; municipal council)in Maleisië en is de hoofdstad van de staat Kelantan. Het district waar de stad in ligt draagt dezelfde naam. De gemeente heeft ongeveer 315.000 inwoners (2010) en is daarmee de grootste aan de oostkust van het Maleisisch schiereiland.
Kota Bharu is in 1844 gesticht door sultan Muhammad II van Kelantan en werd de hoofdstad van Kelantan. Het Maleise "Kota Bharu" betekent "nieuwe stad" of "nieuwe vesting". Kota Bharu ligt in het noordoostelijke deel van het schiereiland, dicht bij de monding van de rivier Kelantan en dicht bij de grens met Thailand. Op 8 december 1941 landden Japanse invasietroepen bij Pantai Sabak in de buurt van de stad, nadat ze er eerst een tijdlang hadden gespioneerd. Van hieruit werden het hele schiereiland Malakka en Singapore veroverd.
De bevolking van Kota Bharu is overwegend, 70%, islamitisch. De islamitische regels worden hier zeer streng nageleefd, wat de stad op 1 oktober 2005 de titel "De islamitische stad" opleverde. Tijdens de azan (de oproep tot het islamitisch gebed) wordt het hele leven verplicht stilgelegd en op vrijdag en zaterdag zijn de overheidsdiensten gesloten. Het aan de macht komen van de conservatieve islamitische partij Parti Islam Se-Malaysia (PAS) in de staat Kelantan, heeft geleid tot een aantal islamitische wetten in de stad, zoals de verplichting voor bioscopen om het licht aan te laten tijdens de filmvertoningen, de instelling van gescheiden ingangen voor mannen en vrouwen in winkelcentra en de invoering voor moslims van de khalwat, die een bepaalde afstand vereist tussen mannen en vrouwen in het dagelijks leven. De gemeenteraad van Kota Bharu heeft verder een officieel ontmoedigingsbeleid met betrekking tot het dragen van "onfatsoenlijke kledij" door vrouwelijke bedienden in winkels en restaurants. Vrouwen die hierop worden betrapt kunnen rekenen op een boete tot 500 ringgit. Tot "onfatsoenlijke kledij" rekent het stadsbestuur kleren die de vormen van het lichaam duidelijk tonen, blouses die de navel laten zien, doorkijkblouses, minirokken en strakke broeken. Het besluit werd volgens de regering genomen om de reputatie van Koto Bharu als islamitische stad te waarborgen.
De andere religies in de stad zijn Chinese volksreligie en christendom. Christendom wordt vooral door autochtone Maleisiërs beoefend en de Chinese volksreligie wordt vooral door Chinese Maleisiërs beoefend. Kota Bharu heeft een Chinese buurt die Kampung Cina Kota Bharu (哥打巴汝市唐人坡) wordt genoemd. Daar is onder andere de Chinese tempel Cheng Hin Keong te vinden.